# Pirata hiteorum
Pirata hiteorum este o specie de păianjeni din genul Pirata, familia Lycosidae, descrisă de Wallace și Exline, 1978. Conform Catalogue of Life specia Pirata hiteorum nu are subspecii cunoscute.